# Плечевая артерия
Плечева́я арте́рия (лат. arteria brachialis) — непосредственное продолжение подмышечной артерии, начинается на уровне нижнего края большой грудной мышцы, следуя впереди клювовидно-плечевой мышцы, проходит в медиальной борозде двуглавой мышцы (лат. sulcus bicipitalis medialis) до локтевой ямки. Здесь между круглым пронатором и плечелучевой мышцей, под апоневрозом двуглавой мышцы она делится на лучевую артерию (лат. arteria radialis) и локтевую артерию (лат. arteria ulnaris). На пути артерия сопровождается двумя плечевыми венами и некоторыми нервами плечевого сплетения — срединным нервом, лучевым нервом, медиальным кожным нервом плеча и медиальным кожным нервом предплечья.

## Ветвление
Плечевая артерия даёт следующие ветви:
1. Глубокая артерия плеча (лат. a. profunda brachii);
2. Верхняя локтевая коллатеральная артерия (лат. a. collateralis ulnaris superior), которая анастомозирует с задней ветвью локтевой возвратной артерии;
3. Нижняя локтевая коллатеральная артерия (лат. a. collateralis ulnaris inferior), которая анастомозирует с передней ветвью локтевой возвратной артерии;
4. Мышечные ветви (лат. rr. musculares), кровоснабжающие мышцы плеча[3].

### Глубокая артерия плеча
Глубокая артерия плеча, в свою очередь, отдаёт несколько ветвей:
- артерии, питающие плечевую кость (лат. aa. nutriciae humeri);
- дельтовидную ветвь (лат. r. deltoideus), кровоснабжающую дельтовидную и плечевую мышцы;
- среднюю коллатеральную артерию (лат. a. collateralis media) — отдаёт ветви к трёхглавой мышце плеча, анастомозирует с ветвями возвратной межкостной артерии;
- лучевую коллатеральную артерию (лат. a.collateralis radialis) — анастомозирует с возвратной лучевой артерией[4].

Все коллатеральные артерии анастомозируют, образуя локтевую суставную сеть, которая снабжает кровью локтевой сустав, окружающие его мышцы и кожу. 